# 드래곤즈 도그마 2
《드래곤즈 도그마 2》는 2024년 캡콤이 개발하고 배급한 액션 롤플레잉 게임이다. 드래곤즈 도그마 (2012)의 속편으로, 전편과 평행한 판타지 세계를 배경으로 한다. 플레이어는 "어리즌"으로 선택한 드래곤을 사냥하며 게임의 오픈 월드를 통해 사용자 지정 가능한 캐릭터를 조종하고, "폰"으로 알려진 아군의 도움을 받아 퀘스트를 완료하고 새로운 장비를 획득하면서 지정학적 갈등에 휘말린다.
드래곤즈 도그마 2는 2024년 3월 22일 플레이스테이션 5, Windows, Xbox Series X/S로 출시되었다. 이 게임은 비평가들로부터 전반적으로 긍정적인 평가를 받았으며, 2025년 3월까지 370만 장이 판매되었다.

## 게임플레이
드래곤즈 도그마 2는 3인칭 시점으로 플레이하는 액션 롤플레잉 게임이다. 플레이어는 "어리즌"이라는 이름의 캐릭터 역할을 맡는데, 이 영웅은 드래곤에게 선택받아 그들을 물리쳐야 한다. 플레이어는 자신이 살고 있는 세계를 탐험하며 퀘스트를 수행하고 몬스터와 싸우면서 두 왕국 간의 지정학적 갈등에 휘말린다. 이를 돕기 위해 어리즌은 "폰"이라고 불리는 아군에게 의존한다. 폰은 플레이어 파티에 합류하는 논 플레이어블 캐릭터이다. 이 캐릭터들은 AI로 제어되지만, 플레이어가 제어하는 아바타처럼 기능하며 전투를 돕고, 적에 대한 정보를 제공하며, 활성 퀘스트에 대한 지침을 제공할 수 있다. 플레이어는 각자 자신의 아바타와 폰 캐릭터를 다른 성별, 외모, 종족으로 만들고 사용자 지정할 수 있다. 또한 플레이어는 다른 플레이어가 만든 폰 두 명을 추가로 모집할 수 있다.
어리즌과 폰은 각각 "직업"에 따라 운영된다. 직업은 전투에서 사용할 수 있는 능력과 장비를 정의하며, 서로 다른 강점과 약점을 가진다. 직업은 기본, 고급, 하이브리드로 나뉘며, 후자는 어리즌만 접근할 수 있다. 또한 어리즌과 폰만이 직업을 변경할 수 있다. 이 게임은 선택할 수 있는 여러 가지 다른 직업을 제공한다. 드래곤즈 도그마의 여러 직업이 다시 등장하며, 스트라이더와 레인저는 각각 도적과 궁수로 변경되었다. 미스틱 나이트의 변형인 미스틱 스피어핸드를 포함한 새로운 하이브리드 직업이 추가되었는데, 캐릭터는 듀오스피어라고 불리는 날카로운 쿼터스태프와 같은 무기를 사용할 수 있으며, 트릭스터는 적을 혼란시키고 전투에서 폰을 강화할 수 있는 마법을 사용한다. 직업과 함께 작업하면 직업이 향상되어 전투에서 사용할 수 있는 추가 능력을 잠금 해제할 수 있다.
드래곤즈 도그마 2는 전작보다 4배 더 큰 매끄러운 오픈 월드를 배경으로 한다. 이 세계는 이전 타이틀의 평행 세계이다. 세계는 인간, 고양이과 비스트렌, 엘프로 이루어진 두 개의 주요 왕국, 베르문트와 바탈로 나뉜다. 빠른 이동은 페리스톤과 소수레를 통해 가능하며, 드래곤즈 도그마 2는 플레이어가 게임 세계 곳곳의 야영지에서 밤에 캠프를 설치할 수 있도록 한다. 창발적 이벤트가 발생하여 플레이어가 반응하고 적응하도록 강요할 수 있으며, 적을 물리치기 위해 파괴 가능한 환경을 활용하는 것과 같이, 주야간 주기는 어떤 생물체를 만나고 그들의 강함에 영향을 미친다.

## 줄거리
드래곤즈 도그마 2의 이야기는 광산에서 시작되며, 플레이어 캐릭터는 폰으로 추정되는데, 다른 폰들과 함께 잔해를 치우도록 강요받는다. 캠프가 공격을 받자 플레이어는 길잡이라는 신비한 인물의 도움으로 탈출한다. 길잡이는 플레이어가 폰이 아니라 어리즌임을 밝히고, 탈출 후 마침내 멜브라는 폐허가 된 마을에 도착한다. 회상 장면은 플레이어가 이곳에서 드래곤과 싸워 드래곤에게 어리즌으로 선택된 방법을 보여준다.
어리즌은 폰을 소환하고 지휘하며 드래곤을 죽일 수 있는 유일한 사람이라고 한다. 그 후 그들은 베르문트 땅의 왕이 되는데, 그들이 죽고 드래곤이 다시 올 때까지 지속된다. 어리즌이라고 주장하는 많은 사람들이 있으며, 이미 곧 왕관을 쓸 어리즌이 있기 때문에 플레이어는 사칭꾼으로 간주된다. 플레이어는 병사들에게 호위를 받아 수도인 베른워스에 도착하여 궁전 경비대장인 브란트를 만난다. 브란트는 플레이어가 진짜 어리즌이며, 현재의 섭정은 사칭꾼이라고 믿는다. 브란트는 플레이어에게 사람들의 신뢰를 얻기 위한 여러 퀘스트를 준다. 모든 퀘스트가 완료되면 브란트는 어리즌과 폰을 데리고 가짜 어리즌의 대관식을 방해하려고 하며, 폰을 플레이어가 진짜 어리즌이라는 증거로 사용할 의도이다. 그들이 문에 다가가자 폰은 갑자기 궁전에 들어갈 수 없게 되고 계획은 취소된다.
브란트는 어리즌을 이웃 국가인 바탈로 보낸다. 여기서 플레이어는 이전 어리즌들의 결정화된 영혼인 갓츠웨이에 대해 알게 되는데, 이것은 폰을 정신적으로 제어할 수 있는 능력을 가지고 있다. 이 갓츠웨이는 금지된 마법 연구소의 책임자인 로드 파에수스가 연구하고 있다. 파에수스는 갓츠웨이를 사용하여 드래곤을 제어하여 주기를 영구적으로 끝내는 방법을 배우고 싶어 한다. 그 후 플레이어는 해저에서 신비한 신사가 솟아났다는 소식을 듣고 베르문트로 다시 불려간다. 이 신사에서 그들은 실제로 드래곤을 죽였지만 편집증에 미쳐 어리즌으로서의 더 이상의 의무를 거부한 전 어리즌인 로타이스를 만난다. 로타이스는 플레이어에게 자신의 영혼으로 만들어진 갓츠베인 블레이드를 준다.
플레이어는 이 칼을 가지고 바탈로 돌아가 파에수스 밑에서 일하는 연구원 암브로시우스를 만난다. 암브로시우스는 갓츠베인 블레이드를 사용할 수 있도록 정제한 다음 돌려주기를 거부한다. 그러나 길잡이가 다시 나타나 손짓으로 암브로시우스의 마음을 바꾼다. 길잡이는 어리즌을 파에수스를 막기 위해 보낸다.
어리즌이 파에수스에게 도착하면, 그는 가짜 어리즌과 정신 지배를 받는 폰들에 의해 보호받고 있다. 파에수스는 자신의 갓츠웨이 지팡이를 사용하여 드래곤을 소환하지만, 그가 소환한 드래곤은 약한 모방품일 뿐이다. 진짜 드래곤이 나타나 파에수스가 소환한 드래곤을 죽이고 어리즌에게 최종 전투를 신청한다. 플레이어가 수락하면 드래곤의 등에 올라타며, 다음 시퀀스에서 드래곤이 선택된 투기장으로 날아갈 때 그 위를 기어간다. 전투가 이어지고, 어리즌은 드래곤을 죽이고 왕으로 즉위한다. 플레이어는 왕좌실을 돌아다닐 수 있지만, 왕좌에 앉으면 게임이 끝난다.
그러나 길잡이도 왕좌실에 있다. 플레이어가 그들에게 다가가면, 길잡이는 그들이 엔딩에 만족하지 않는지 묻고 군중 속으로 사라진다. 플레이어가 그들을 쫓으면, 길잡이는 최종 전투 전의 비행 시퀀스로 되돌려 보낸다. 플레이어는 다시 드래곤과 싸우게 할 수도 있고, 자신에게 갓츠베인 블레이드를 사용하여 어리즌과 드래곤이 모두 바다에 떨어지게 할 수도 있다. 바다 밑에서 어리즌은 길잡이를 만나는데, 그들은 이기적이고 온 세상을 파멸시켰다고 비난한다. 세상의 모든 물은 하늘로 빨려 들어가 붉은 구름 덩어리를 형성하고 불을 비처럼 내린다.
길잡이는 이것이 그들이 오랫동안 조심스럽게 유지해 온 주기가 없는 세상이라고 설명한다. 플레이어가 자살하기로 결정하면서 주기가 깨졌고, 이제 세상은 따를 각본 없이는 존재할 수 없기 때문에 종말을 맞고 있다. 플레이어는 그 후 스스로 무슨 일이 일어났는지 알아보기 위해 가고, 이전에 물속에 잠겨 있던 로타이스의 신사에 도착하면, 붉은 구름에 이상하게 영향을 받지 않았다. 물은 사라지고 온 마을이 드러난다. 플레이어는 안전한 피난처에 대해 다른 왕국과 마을에 알리고, 종말을 연기하기 위해 특정 몬스터를 죽이는 임무를 맡는다. 이 모든 몬스터가 죽으면 신사에 붉은 빛이 나타난다. 이 빛을 만지면 붉은 구름이 모여 거대한 드래곤을 형성하는 컷신이 시작된다. 플레이어의 폰도 갑자기 그림자 같은 드래곤으로 변신하여 플레이어를 공격한 다음, 그들을 들어 올려 드래곤 쪽으로 날아간다. 폰은 플레이어를 등에 떨어뜨리고, 플레이어는 드래곤의 목 쪽으로 기어 올라가야 하는데, 거기서 또 다른 컷신이 시작된다. 폰은 드래곤의 머리로 날아가 눈을 긁어 열어젖혀 드래곤을 뒤집어뜨리고 어리즌을 하늘로 던져 버린다. 그들은 드래곤의 가슴으로 다시 떨어지고, 폰은 어리즌이 드래곤의 심장에 도달할 수 있도록 구멍을 만든다. 어리즌은 갓츠베인 블레이드를 사용하여 드래곤을 죽이고 마침내 주기를 깬다.

## 개발
드래곤즈 도그마 2는 이츠노 히데아키가 감독했다. 팀의 주요 목표 중 하나는 전작의 게임플레이 메커니즘을 개선하고, 당시 기술적으로 구현하기 어려워 제외되었던 기능을 포함하는 것이었다. 그 결과 이츠노는 "속편은 완전히 새롭거나 다른 느낌을 주는 요소가 많지 않을 수 있지만, 플레이어에게 더욱 몰입감 있는 RPG 및 액션 어드벤처를 제공하기 위해 더욱 다듬고 강화될 것"이라고 덧붙였다. 예를 들어, 팀은 플레이어의 피드백을 반영하여 폰을 위한 대화를 더 많이 작성했다. 게임 세계는 중세 지중해 유럽, 특히 인간 지역의 경우 고전 시대와 서양 중세 시대 사이의 시칠리아에서 영감을 받았다. 고양이과 지역은 아랍 지중해 세계의 영토에서 영감을 받았다. 이츠노에 따르면, 팀은 세계와 창발적 게임플레이를 만들면서 그랜드 테프트 오토 V에서 영감을 받았다.

## 출시
드래곤즈 도그마 2는 2022년 6월 캡콤에 의해 발표되었다. 2023년 5월 플레이스테이션 쇼케이스에서 트레일러와 함께 공개되었다. 2023년 11월에는 드래곤즈 도그마 2 쇼케이스가 개최되어 이 게임이 2024년 3월 22일 플레이스테이션 5, Windows, Xbox Series X/S로 출시될 것이라고 발표되었다.

## 평가

### 비평
드래곤즈 도그마 2는 리뷰 애그리게이터 웹사이트 메타크리틱에 따르면 비평가들로부터 "대체로 호의적인" 평가를 받았으며, 오픈크리틱에 따르면 비평가 중 94%가 이 게임을 추천했다. 일본에서는 패미통의 네 비평가가 이 게임에 총점 40점 만점에 32점을 주었으며, 각 비평가는 10점 만점에 8점을 주었다.
이 게임은 전작의 게임플레이를 개선하고, 역동적이고 밀도 높은 게임 세계, 그리고 창발적인 서사로 호평을 받았다. 폰 시스템은 주목과 찬사를 받았다. 비판은 게임의 성능, 낮은 적 다양성, 그리고 동맹군의 부실한 AI에 집중되었다.
부분 유료화의 가용성과 최적화 문제로 인해 스팀에서 엇갈린 평가를 받았다. PC 게이머's 하비 랜달은 부분 유료화 포함이 "어처구니없이 어리석다"고 말하며, 많은 아이템이 게임을 플레이하는 것만으로도 쉽게 얻을 수 있다고 언급했다. IGN의 리뷰는 싱글 플레이어 게임에 이러한 요소가 포함된 것이 실망스럽지만, 드래곤즈 도그마 2에 대한 전반적인 의견에는 영향을 미치지 않는다고 생각했다.

### 판매
일본에서 드래곤즈 도그마 2는 첫 주에 68,592장을 판매하여 프린세스 피치 쇼타임!에 이어 두 번째로 많이 팔린 게임이 되었다. 드래곤즈 도그마 2는 2024년 4월 2일까지 전 세계적으로 250만 장이 판매되었다. 이 게임은 2024년 5월 28일까지 300만 장이 판매되었다. 2025년 3월 31일까지 370만 장이 판매되었다.

### 수상
드래곤즈 도그마 2는 2024년 일본 게임 대상에서 우수상을 수상했다. 선정 위원회는 이 게임이 "오픈 월드에 고유한 탐험 요소와 높은 자유도"를 가졌다고 칭찬했다.
| 연도 | 시상식               | 부문                 | 결과 | Ref.   |
| ---- | -------------------- | -------------------- | ---- | ------ |
| 2024 | 일본 게임 대상 2024  | 우수상               | 수상 | [ 40 ] |
| 2024 | 골든 조이스틱 어워즈 | 올해의 콘솔 게임     | 후보 | [ 41 ] |
| 2024 | 더 게임 어워즈 2024  | 최우수 롤플레잉 게임 | 후보 | [ 42 ] |

### 내용주
1. ↑  영어: Dragon's Dogma 2, 일본어: ドラゴンズドグマ2

### 참조주
1. ↑  Sirani, Jordan (2024년 3월 10일). “Dragon's Dogma 2: Everything We Know About Capcom's Fantasy RPG Sequel”. 《IGN》 (영어). 2024년 3월 22일에 확인함.
2. ↑  Saltzman, Mitchell (2023년 9월 23일). “Dragon's Dogma 2: The First Hands-On Preview”. 《IGN》. 2023년 12월 6일에 확인함.
3. ↑  Donaldson, Alex (2023년 9월 29일). “Dragon's Dogma 2 is more of the same (which means it'll probably be a stone-cold classic) – HANDS-ON”. 《VG247》. 2023년 12월 6일에 확인함.
4. 1 2  Denzer, TJ (2023년 11월 28일). “Dragon's Dogma 2 showcase reveals parallel world & Trickster vocation”. 《섁뉴스》. 2023년 12월 6일에 확인함.
5. ↑  Koselke, Anna (2023년 6월 12일). “Dragon's Dogma 2 open world is four times bigger than the first game's”. 《PCGamesN》. 2023년 12월 6일에 확인함.
6. ↑  Higton, Ian (2023년 9월 29일). “Dragon's Dogma 2 feels very similar to the original, for better and worse”. 《유로게이머》. 2023년 12월 6일에 확인함.
7. ↑  Nunneley-Jackson, Stephanny (2023년 6월 15일). “Dragon's Dogma 2 is an enhanced adventure featuring notable improvements over its predecessor”. 《VG247》. 2023년 12월 6일에 확인함.
8. ↑  Bueno, Daniel (2023년 9월 25일). “Interview: Dragon's Dogma 2 Director Talks Mechanics, Hidden Themes”. 《Siliconera》. 2023년 12월 6일에 확인함.
9. ↑  Wen, Alan (2023년 9월 23일). “Interview: Capcom explains hy Dragon's Dogma 2 has taken so long”. 《비디오 게임 크로니클》. 2023년 12월 6일에 확인함.
10. ↑  McWhertor, Michael (2022년 6월 16일). “Capcom is finally making Dragon's Dogma 2”. 《폴리곤》. 2023년 12월 6일에 확인함.
11. ↑  Mendoza, Ken (2023년 5월 24일). “Watch the first trailer for Dragon's Dogma 2, Capcom's upcoming action-RPG”. 《PlayStation.Blog》 (미국 영어). 2024년 1월 30일에 확인함.
12. ↑  Parrish, Ash (2023년 11월 29일). “Dragon's Dogma 2 gets a March release date and tricky new class”. 《더 버지》. 2023년 12월 6일에 확인함.
13. 1 2  “Dragon's Dogma 2 for PC Reviews”. 《메타크리틱》. 2024년 4월 5일에 확인함.
14. 1 2  “Dragon's Dogma 2 for PlayStation 5 Reviews”. 《메타크리틱》. 2024년 4월 17일에 확인함.
15. 1 2  “Dragon's Dogma 2 for Xbox Series X Reviews”. 《메타크리틱》. 2024년 4월 5일에 확인함.
16. 1 2  “Dragon's Dogma 2”. 《오픈크리틱》. 2024년 3월 22일. 2024년 4월 17일에 확인함.
17. ↑  Parker, Lewis (2024년 3월 20일). “Dragon's Dogma 2 review - endless discoveries paired with limitless potential”. 《유로게이머》. 2024년 3월 20일에 확인함.
18. 1 2  Romano, Sal (2024년 4월 3일). “Famitsu Review Scores: Issue 1844”. 《Gematsu》. 2025년 5월 21일에 확인함.
19. ↑  Vitelli, Jesse (2024년 3월 20일). “Dragon's Dogma 2 Review - On The Shoulders Of Giants”. 《게임 인포머》. 2024년 3월 20일에 원본 문서에서 보존된 문서. 2024년 3월 20일에 확인함.
20. 1 2 3  Wakeling, Richard (2024년 3월 20일). “Dragon's Dogma 2 Review - Pawn Stars”. 《게임스팟》. 2024년 3월 20일에 확인함.
21. ↑  Bailes, Jon (2024년 3월 22일). “Dragon's Dogma 2 review: "Embrace the chaos and there's nothing quite like it"”. 《GamesRadar+》. 2024년 3월 22일에 확인함.
22. ↑  Beck, Adam (2024년 3월 20일). “Review: Dragon's Dogma 2”. 《Hardcore Gamer》. 2024년 3월 20일에 확인함.
23. 1 2 3 4  Green, Jarrett (2024년 3월 20일). “Dragon's Dogma 2 Review”. 《IGN》. 2024년 3월 20일에 확인함.
24. 1 2  Brown, Fraser (2024년 3월 20일). “Dragon's Dogma 2 review”. 《PC 게이머》. 2024년 3월 20일에 확인함.
25. ↑  Smith, Nat (2024년 3월 20일). “Dragon's Dogma 2 review – a great RPG, just not on PC”. 《피시게임스엔》. 2024년 3월 20일에 확인함.
26. ↑  Erskine, Donovan (2024년 3월 20일). “Dragon's Dogma 2 review: Pawn Stars”. 《섁뉴스》. 2024년 3월 20일에 확인함.
27. ↑  MacDonald, Keza (2024년 3월 20일). “Dragon's Dogma 2 review – chaotic, unpredictable fantasy fun”. 《가디언》. 2024년 3월 20일에 확인함.
28. ↑  Donaldson, Alex (2024년 3월 20일). “Dragon's Dogma 2 review: one of the greatest games of all time… if you've the right constitution”. 《VG247》. 2024년 3월 20일에 확인함.
29. 1 2  Ong, Alexis (2024년 3월 26일). “Dragon's Dogma 2's lovable pawns make it an adventure worth fighting for”. 《The Verge》 (영어). 2024년 3월 27일에 확인함.
30. ↑  Castle, Katharine (2024년 3월 22일). “Critically acclaimed Dragon's Dogma 2 hits "mostly negative" on Steam after players raze it for microtransactions”. 《Rock, Paper, Shotgun》 (영어). 2024년 3월 27일에 확인함.
31. ↑  Lowry, Brendan (2024년 3월 22일). “Dragon's Dogma 2 launches to 'Mostly Negative' review bombing after microtransactions reveal, and man, what a bummer [UPDATED]”. 《Windows Central》. 2024년 3월 22일에 확인함.
32. ↑  Warren, Mark (2024년 3월 22일). “Dragon's Dogma 2 is being review bombed on Steam over microtransactions, but the situation has been blown out of proportion”. 《VG247》. 2024년 3월 27일에 확인함.
33. ↑  Kan, Michael (2024년 3월 22일). “Dragon's Dogma 2 Gets Review-Bombed Over Microtransactions”. 《PCMag》. 2024년 3월 27일에 확인함.
34. ↑  Randall, Harvey (2024년 3월 22일). “The Dragon's Dogma 2 microtransactions are real and bafflingly silly, since nearly all of them can be found in the game without too much trouble”. 《PC 게이머》 (영어). 2024년 3월 26일에 확인함.
35. ↑  Romano, Sal (2024년 3월 28일). “Famitsu Sales: 3/18/24 – 3/24/24 [Update]”. 《Gematsu》. 2024년 3월 28일에 확인함.
36. ↑  Yin-Poole, Wesley (2024년 4월 2일). “Dragon's Dogma 2 Sales Hit 2.5 Million 11 Days After Launch”. 《IGN》. 2024년 4월 4일에 확인함.
37. ↑  Shepard, Kenneth (2024년 4월 2일). “Dragon's Dogma 2 Is Rapidly Outpacing The Original's Sales”. 《Kotaku》. 2024년 4월 4일에 확인함.
38. ↑  Ramsey, Robert (2024년 5월 28일). “Dragon's Dogma 2 Tops an Impressive 3 Million Sales”. 《Push Square》 (영국 영어). 2024년 5월 28일에 확인함.
39. ↑  Director, Samuel Roberts Editorial (2025년 5월 13일). “Capcom reports eighth consecutive year of record profits as Monster Hunter Wilds sells 10.1m copies”. 《GamesIndustry.biz》 (영어). 2025년 5월 13일에 확인함.
40. ↑  “【日本ゲーム大賞2024】年間作品部門大賞は 「ゼルダの伝説 ティアーズ オブ ザ キングダム」 （任天堂株式会社）”. 《PR Times》 (일본어). 2024년 9월 26일.
41. ↑  West, Josh (2024년 10월 4일). “Astro Bot and Final Fantasy 7 Rebirth lead the shortlist for the Golden Joystick Awards 2024, nudging out Helldivers 2 and Balatro for the most nominations”. 《GamesRadar+》. 2024년 10월 4일에 원본 문서에서 보존된 문서.
42. ↑  Maas, Jennifer (2024년 11월 18일). “Game Awards Nominations 2024: ‘Astro Bot,’ ‘Final Fantasy VII Rebirth’ Lead With 7 Nods Each”. 《버라이어티》.